# Попенко Дмитро Петрович
Дмитро Петрович Попенко (нар. 18 грудня 1924, Ленінград) — радянський архітектор.

## Біографія
Народився 18 грудня 1924 року в Ленінграді (тепер Санкт-Петербург, Росія). 1953 року закінчив Одеський гідротехнічний інститут.
Лауреат Державної премії УРСР імені Т. Г. Шевченка (за 1985 рік; разом з Л. Ф. Лосем (архітектором), І. П. Пуховою (інженером-конструктором) за комплекс Республіканського науково-методичного центру охорони здоров’я матері і дитини).

## Роботи
- житловий район Вітряні Гори у Києві (1960);
- Київський аеровокзал у Борисполі (1965);
- молодіжна база відпочинку «Верховина» в Закарпатській області (1972);
- клінічні лікарні — в Ужгороді (1978), Чернівцях (1980), Києві (НДІ педіатрії, акушерства і гінекології та НДІ нейрохірургії; 1983);
- комплекс Республіканського науково-методичного центру охорони здоров’я матері і дитини (1985). Його участь у будівництві значною мірою забезпечила високу якість архітектури лікарняного комплексу, оптимальні техніко-економічні і експлуатаційні показники.